# 아이시테루: 용서
《아이시테루: 용서》(アイシテル〜海容〜 아이시테루~카이요우~[*])는 일본의 만화가 이토 미노루의 만화이자 이를 원작으로 한 텔레비전 드라마이다. 만화는 《Be Love》 (고단샤)에서 연재됐으며, 2009년에는 이나모리 이즈미를 주연으로 닛폰 TV에서 드라마화 됐다.
드라마 종료 후, 2010년 5월부터 같은 잡지에 속편 《아이시테루: 유대》(アイシテル〜絆〜 아이시테루~키즈나~[*])가 연재, 같은 해 완결됐고 단행본으로 출판됐다. 2011년에는 드라마판의 호평과 만화 속편의 완결에 따라, 속편이 스페셜 드라마로 방송됐다.

## 줄거리
주인공 오자와 세이코는 사랑하는 남편, 아이 둘과 행복하게 살고있는 전업주부이다. 그러나 어느 날, 장남인 키요타카가 누군가에게 살해되고, 그 생활은 변한다.
곧 키요타카를 살해한 범인이 밝혀지지만, 범인은 다른 초등학교에 다니는 11세 소년이었다.

## 드라마
《아이시테루: 용서》는 2009년 4월 15일부터 같은 해 6월 17일까지 닛폰 TV의 수요드라마 시간대 (수요일 22:00 - 22:54)에 방송된 텔레비전 드라마이다. 캐치프레이즈는 ‘이 드라마를 모든 어머니들에게 바칩니다’이다. 국제 드라마 페스티벌 in 도쿄 2009에서 작품상 그랑프리와 47회 갤럭시상 장려상을 받았다.
속편으로, 스페셜드라마 《아이시테루: 유대》가 2011년 9월 21일 21:00 - 22:48에 닛폰 TV에서 방송됐다. 시작부 분에는 오자와 히데아키 역을 맡은 사노 시로가 내비게이터 역으로 등장해, 연속 드라마 촬영 당시의 자신이나 주연 이나모리 이즈미에 대해 이야기했다.

### 출연진

#### 연속 드라마판
- 노구치 사츠키 - 이나모리 이즈미
- 오자와 세이코 - 이타야 유카
- 노구치 카즈히도 - 야마모토 타로
- 오자와 미호코 - 가와시마 우미카
- 노구치 토모야 - 카카즈 잇세이
- 오자와 키요타카 - 사토 시온
- 모리타 아야노 - 타바타 토모코
- 오자와 히데아키 - 사노 시로
- 토미타 요코 - 다나카 미사코

#### 스페셜 드라마판
- 모리타 사츠키 - 이나모리 이즈미
- 모리타 나오토 - 오카다 마사키 (유년기: 하야시 코헤이)
- 스마 카나 - 미즈카와 아사미
- 모리타 토모야 - 무카이 오사무 (유년기: 카카즈 잇세이)
- 모리타 카즈히코 - 야마모토 타로
- 오자와 키요타카 - 사토 시온 (회상)
- 스마 테츠진 - 이토 시로 (특별출연)
- 토미타 요코 - 다나카 미사코

### 주제가·삽입곡
- 몽키 매직 〈아이시테루〉
- 아라가키 유이 〈우쓰시에〉 (연속 드라마판에만)